# Алое восстание
«Алое восстание» (англ. Red Rising) — научно-фантастический роман Пирса Брауна, вышедший в 2014 году.
Является первой частью его одноимённой трилогии. Продолжение — cиквел «Золотой сын» — было выпущено в январе 2015 года; третья часть — «Утренняя Звезда» — была опубликована в феврале 2016 года.

## Сюжет
В трилогии описываются события будущего, происходящие 700 лет спустя, когда человечество колонизировало Марс.
В новом мире правящая элита установила жесткую социальную иерархию, выстроив ее вокруг системы специализации с соответствующим цветовым кодом. Алый класс, к которому принадлежит главный герой, является самым нижним в иерархии и даже не знает о существовании классов других цветов — это рабочие шахт, которые живут под поверхностью и добывают гелий-3, нужный для терраформирования планеты.
Однако, на самом деле Марс терраформировался еще столетия назад, и этот обман был нужен только для их вечного порабощения Золотыми.
Главный герой борется со сложившимся порядком вещей, проникая внутрь касты элиты.

## Экранизация
В феврале 2014 года компания Universal Studios закрепила за собой права на экранизацию трилогии, режиссёр Марк Форстер.

## Публикация романа
«Алое восстание» было высоко оценено как читателями, так и критиками, заняв 20 место в списке бестселлеров по версии The New York Times в феврале 2014 года.
В 2015 году книга была переведена на русский язык:
- Пирс Браун. Алое восстание / пер. Алексей Круглов. — СПб.: Азбука, Азбука-Аттикус, 2015. — 384 с. — 3000 экз. — ISBN 978-5-389-08268-7.